# Willi Dirx

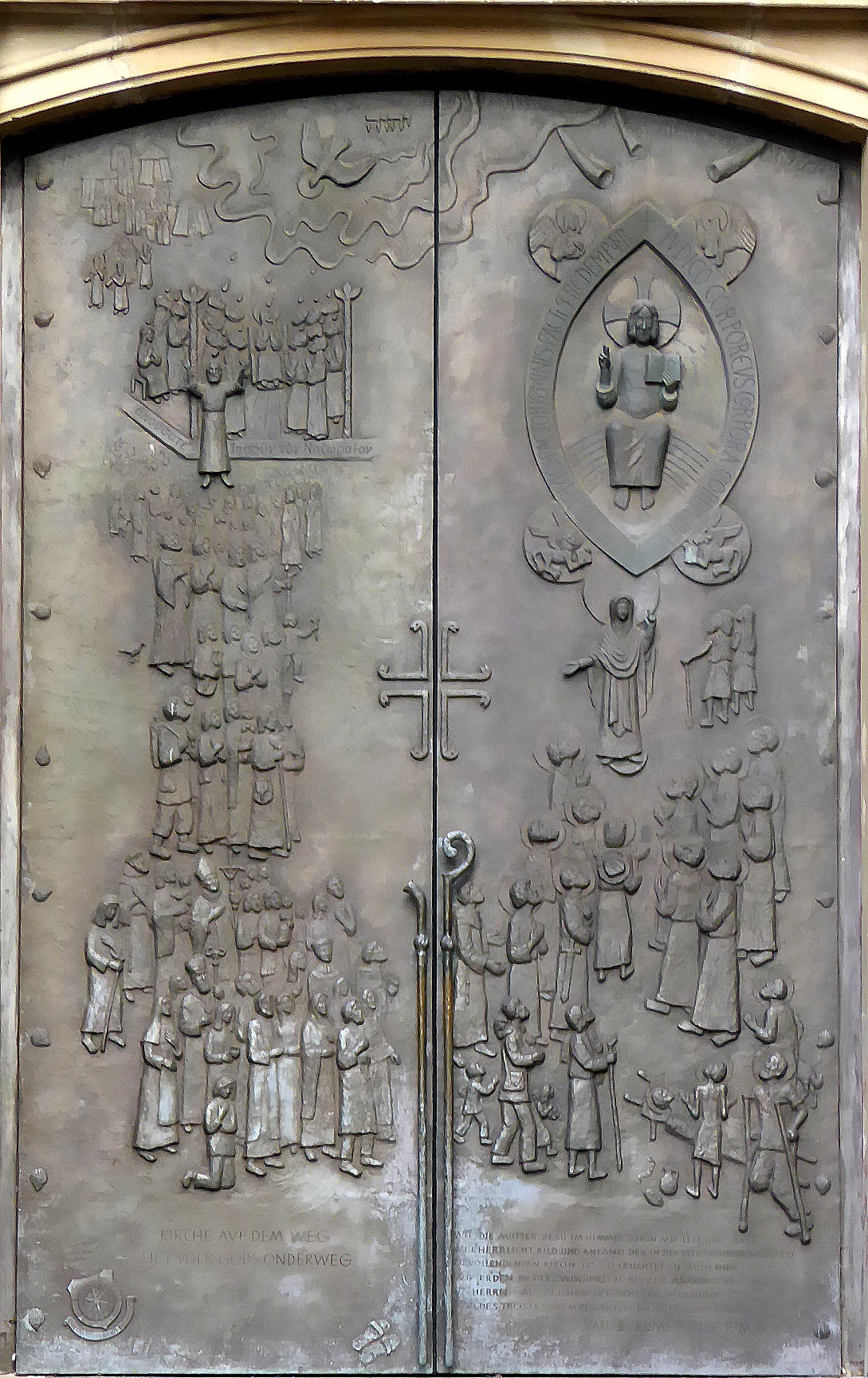
Bronzetür im Hauptportal der Marienbasilika Kevelaer

Willi Dirx (* 24. September 1917 in Recklinghausen; † 9. Oktober 2002 in Wuppertal) war ein expressionistischer deutscher Maler, Glasmaler, Grafiker, Bildhauer und Holzschneider.

## Leben
Willi Dirx hatte mit 17 Jahren Unterricht bei dem Bildhauer und Graphiker Karl Ehlers. Nach dem Abitur in Duisburg studierte er von 1937 bis 1939 Graphik an der Kunstakademie Düsseldorf bei Walter Maria Kersting. Dort lernte er u. a. Otto Pankok, Alfred Kubin und Richard Seewald kennen, die sein Werk prägten. Vom Ende des Zweiten Weltkriegs bis zu seinem Tod lebte er in Wuppertal und wirkte dort vorwiegend als Holzschneider. Auch Linolschnitte, Malereien (auch Hinterglasmalereien), Plastiken und Reliefs sowie Gestaltungen von Kirchenfenstern und Kreuzwegen, Illustrationen von Büchern, Kalendern usw. sind Bestandteile seines umfangreichen Werks.
1942 heiratete er Ruth Dirx, mit der er ab 1951 Studienreisen nach Frankreich, England, Spanien, Portugal, Osteuropa und die USA unternahm. In den 1960er-Jahren machte Dirx auf einer Reise nach Jugoslawien Bekanntschaft mit den dortigen naiven Malern und holte viele ihrer Werke persönlich nach Deutschland (z. B. Jonas, Chalupowa und andere). Er war befreundet mit Heinrich Böll.
Dirx war Mitglied in der Bergischen Kunstgenossenschaft (BKG), im Bundesverband Bildender Künstlerinnen und Künstler (BBK) und im Westdeutschen Künstlerbund.
Dirx gilt als einer der letzten großen Holzschneider. Er befasste sich in seiner Kunst sehr häufig mit christlichen Themen.
Sein Sohn ist der deutsche Politiker der SPD und Gewerkschaftsfunktionär der IG Metall, Axel Dirx.

## Werke

### Skulpturen in Bronze und Aluminium

Figurenrelief in der Gesamtschule Barmen in Wuppertal

Im Jahre 1965 schuf Willi Dirx für den Fußgängertunnel am Alten Markt in Wuppertal-Barmen mit dem Figurenrelief Menschen im Gespräch seine erste große Skulptur. Nach starker Beschädigung des Reliefs aus Aluminium, 7,00 Meter breit und 2,40 Meter hoch, brachte man es in die Gesamtschule Wuppertal-Barmen, wo es restauriert und dort an der Wand gegenüber der Mensa aufgehängt wurde.
Für die Marienbasilika Kevelaer fertigte er das Portal an. In der Kirche St. Mauritius in Hattingen-Niederwenigern (Mauritiusdom) sind der Ambo und der Deckel auf dem Taufstein von Willi Dirx. Die Innenausstattung von St. Antonius Klosterhardt in Oberhausen-Osterfeld wurde überwiegend von ihm gestaltet. Ein Altarkreuz mit dem gegossenen Korpus ist ein wesentliches Gestaltungselement in der Kirche St. Suitbert in Essen-Überruhr. Für die Kirche St. Hubertus in Essen-Bergerhausen schuf Willi Dirx einen Kreuzweg aus Aluminiumreliefs mit 15 Stationen. Dieser wurde ersetzt durch den Kreuzweg aus der Kirche St. Raffael in Essen-Bergerhausen. 2013 wurde der von Willi Dirx geschaffene Kreuzweg an die Franziskusschwestern in Essen-Bedingrade übergeben und hängt seitdem auf dem Schwesternfriedhof.

### Grafiken
Einer seiner bekanntesten Holzschnitte ist der Zug der Juden durch das rote Meer, der durch die umherirrenden Flüchtlingstrecks des Zweiten Weltkriegs, den er als Soldat miterlebte, inspiriert wurde. In der Kirche St. Suitbert gestaltete Willi Dirx mit vierzehn Holzschnitten den Kreuzweg.

### Glasmalerei
Das Rosenkranzgebet ist in Verbindung mit dem Kirchengebäude St. Konrad Gelsenkirchen-Middelich bildlich in fünfzehn Einzelkunstwerken erstmals im Stil der Moderne von Willi Dirx dargestellt. In jeweils fünf Buntglasfenstern wird auf der linken Seite der Kirche das erste Geheimnis, der Freudenreiche Rosenkranz, auf der rechten Seite das dritte Geheimnis, der Glorreiche Rosenkranz dargestellt. Sie sind Teile des Gesamtkunstwerkes. Das Auferstehungskreuz zusammen mit vier Bildtafeln 1,00 m × 1,00 m groß an der Altarwand bebildern das zweite Geheimnis, den Schmerzhaften Rosenkranz. Weitere Kirchenfenster von Willi Dirx finden sich in:
- Bochum-Dahlhausen, Kath. Kirche St. Engelbert
- Bochum-Riemke, Kath. Kirche St. Franziskus
- Bochum-Wattenscheid-Höntrop, Kath. Kirche St. Maria Hilfe der Christen
- Essen-Steele-Horst, Kath. Kirche St. Joseph
- Oberhausen, Kath. Kirche St. Antonius (Klosterhardt)

### Publikationen

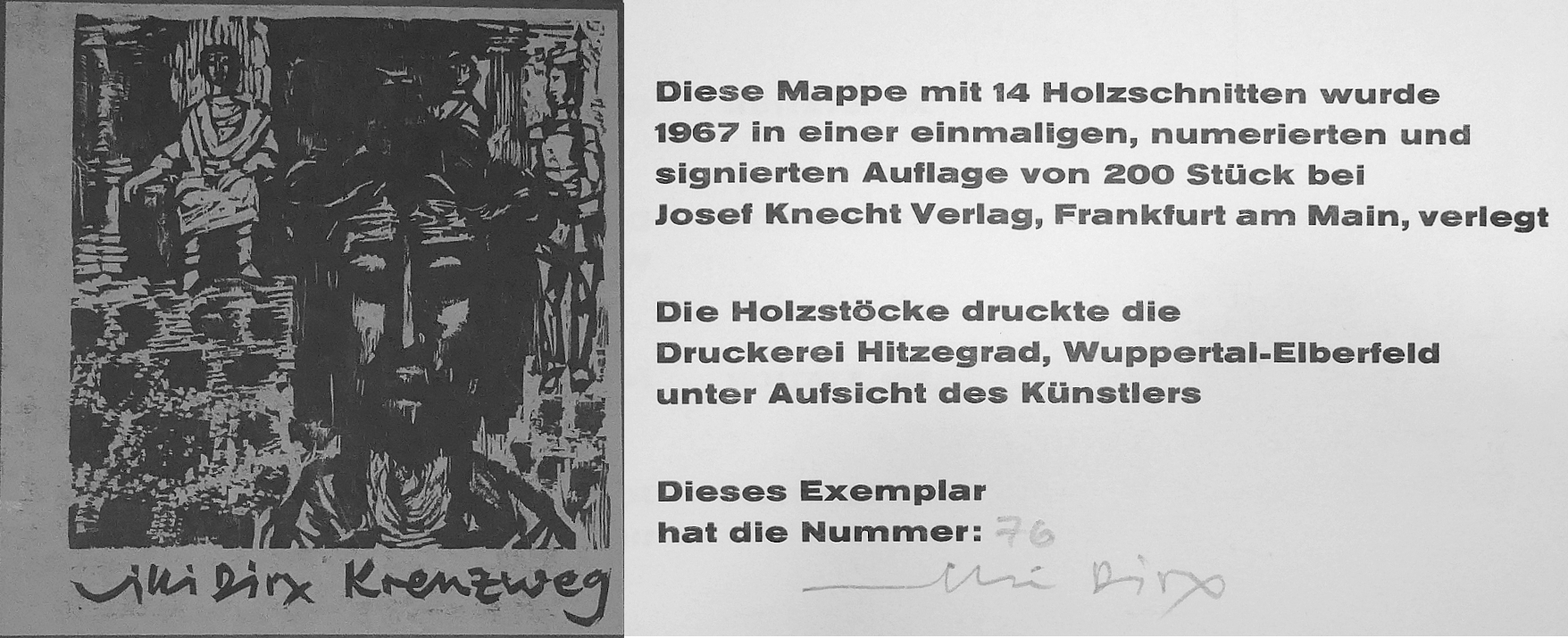
Mappe Willi Dirx Kreuzweg

- Im Unterwegs zuhaus. Holzschnitte von Willi Dirx. Bildmeditationen von Heinz-Josef Lambertz. Verlag Einhard, Aachen 1987.
- Willi Dirx – Kreuzweg. Mappe mit 14 Holzschnitten in einer einmaligen, nummerierten und signierten Auflage von 200 Stück. Verlag Joseph Knecht, Frankfurt am Main 1967.
- Kreuzweg. Holzschnitte von Willi Dirx. Texte von Alfred Delp. Ausgewählt und eingeführt von Ludger Stüper. Verlag Joseph Knecht, Frankfurt am Main 1966.
- Das Bilderbuch vom Brot. Holzschnitte von Willi Dirx. Text von Annelise Vogt. Verlag Scherpe, Krefeld 1949.
- Menschenbilder. 25 ausgewählte Grafiken [und Holzschnitte]. Zu einer Ausstellung in Solingen, Leverkusen, Duisburg, Wuppertal, Remscheid und anderen Orten. Privatdruck, Wuppertal 2000.

## Werke im öffentlichen Besitz
- Von der Heydt-Museum, Wuppertal
- Ludwig Galerie Schloss Oberhausen, Oberhausen
- Museum Baden, Solingen
- Museum am Dom (Kunstsammlung der Diözese Würzburg)

## Auszeichnungen
- 1963: Von der Heydt-Kulturpreis der Stadt Wuppertal
- 1965: Ehrenurkunde der Internationalen Buchkunst-Ausstellung

## Galerie

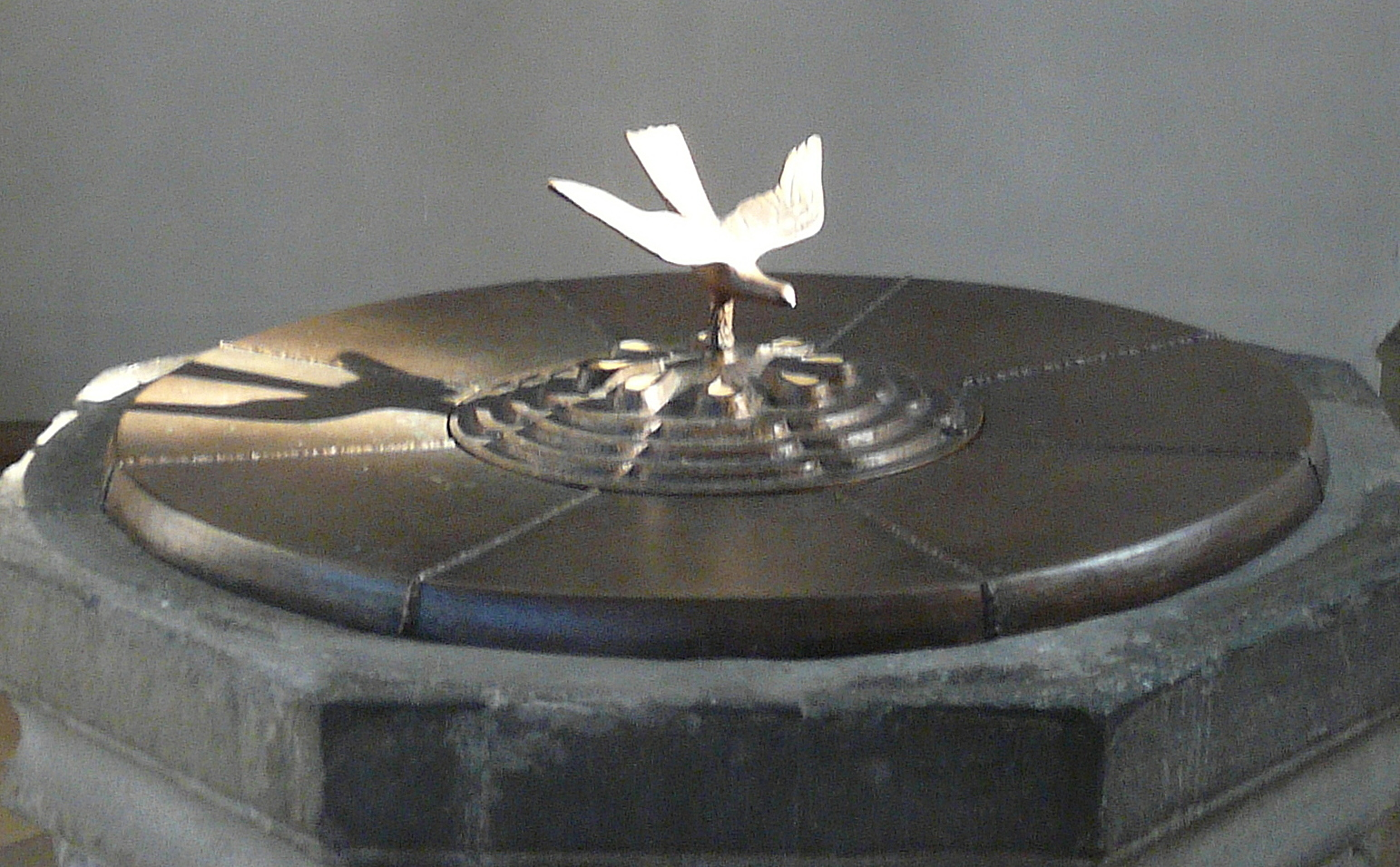
Bronzedeckel auf romanischem Taufbecken St. Mauritius (Hattingen)
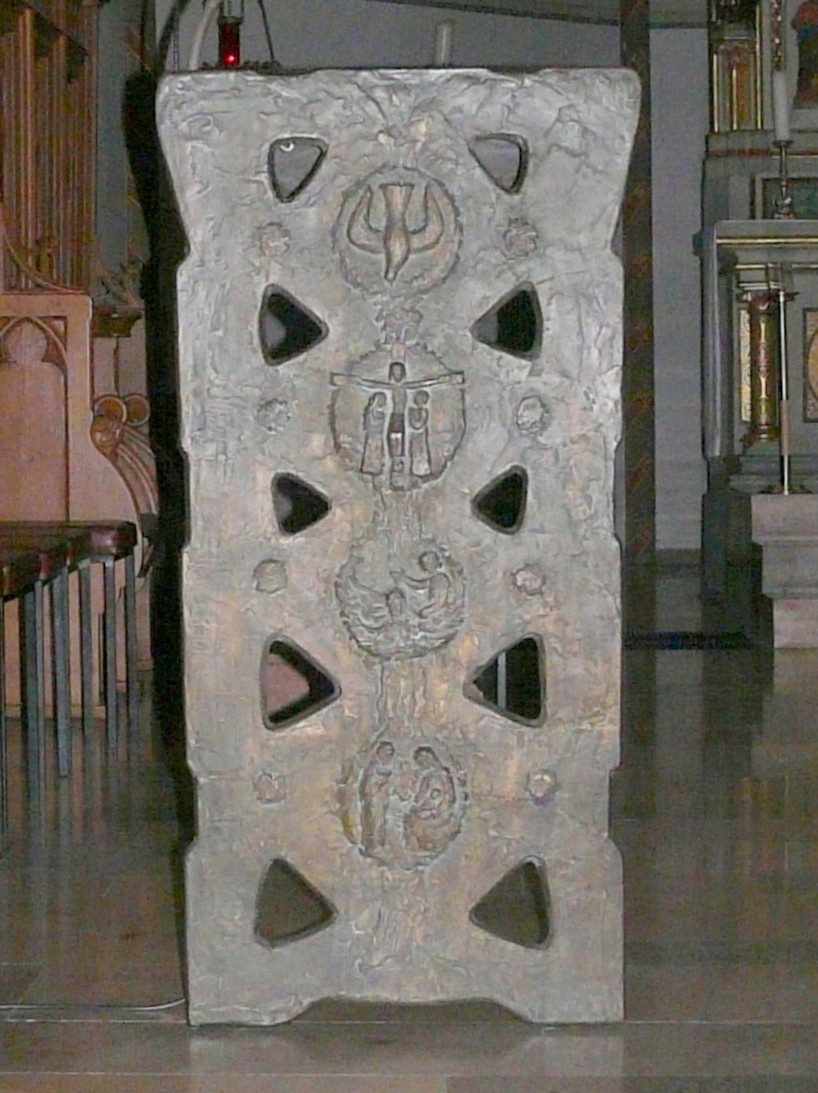
Ambo Schild des Glaubens, St. Mauritius (Hattingen)
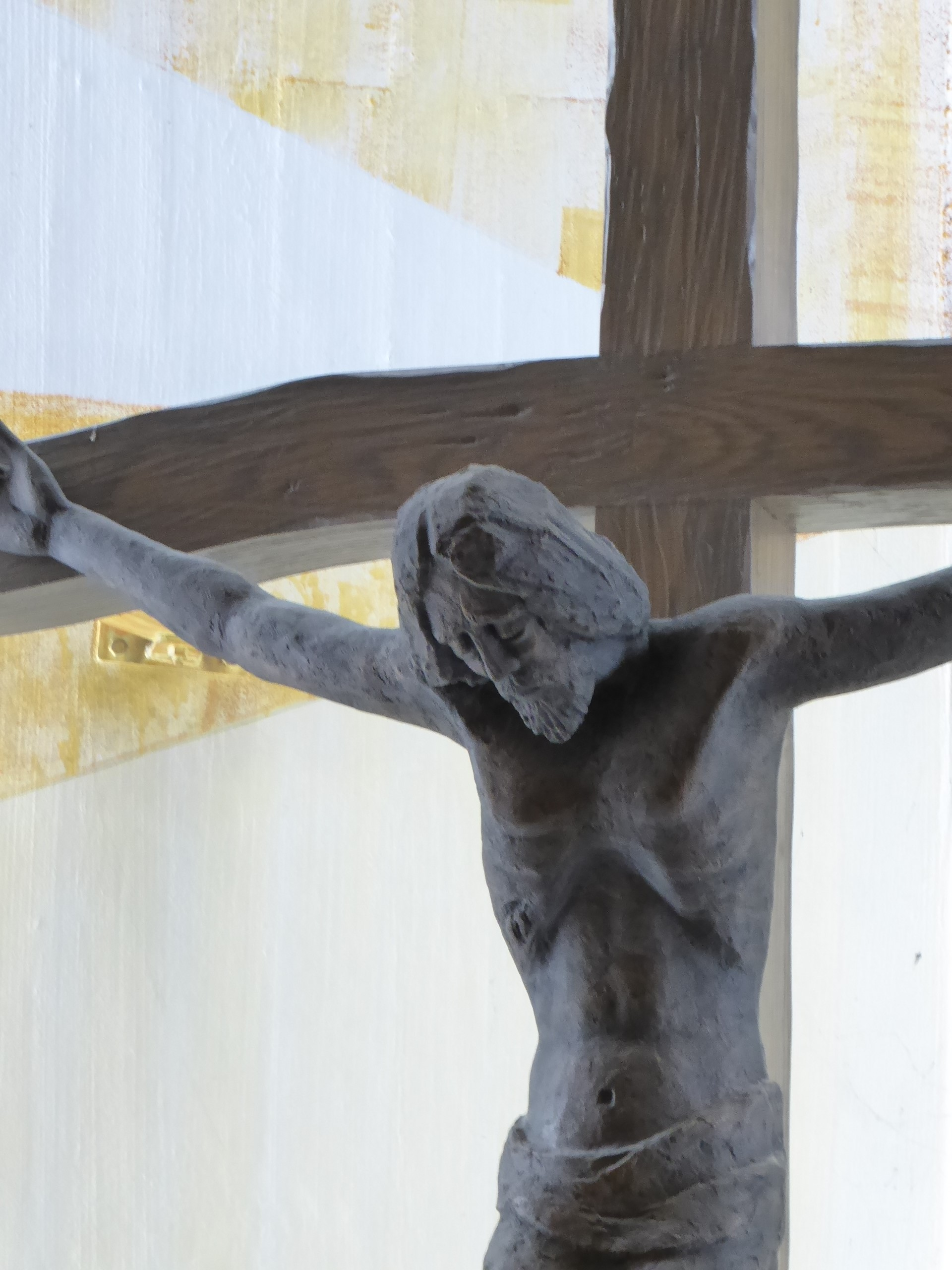
Altarkreuz St. Suitbert (Essen-Überruhr)
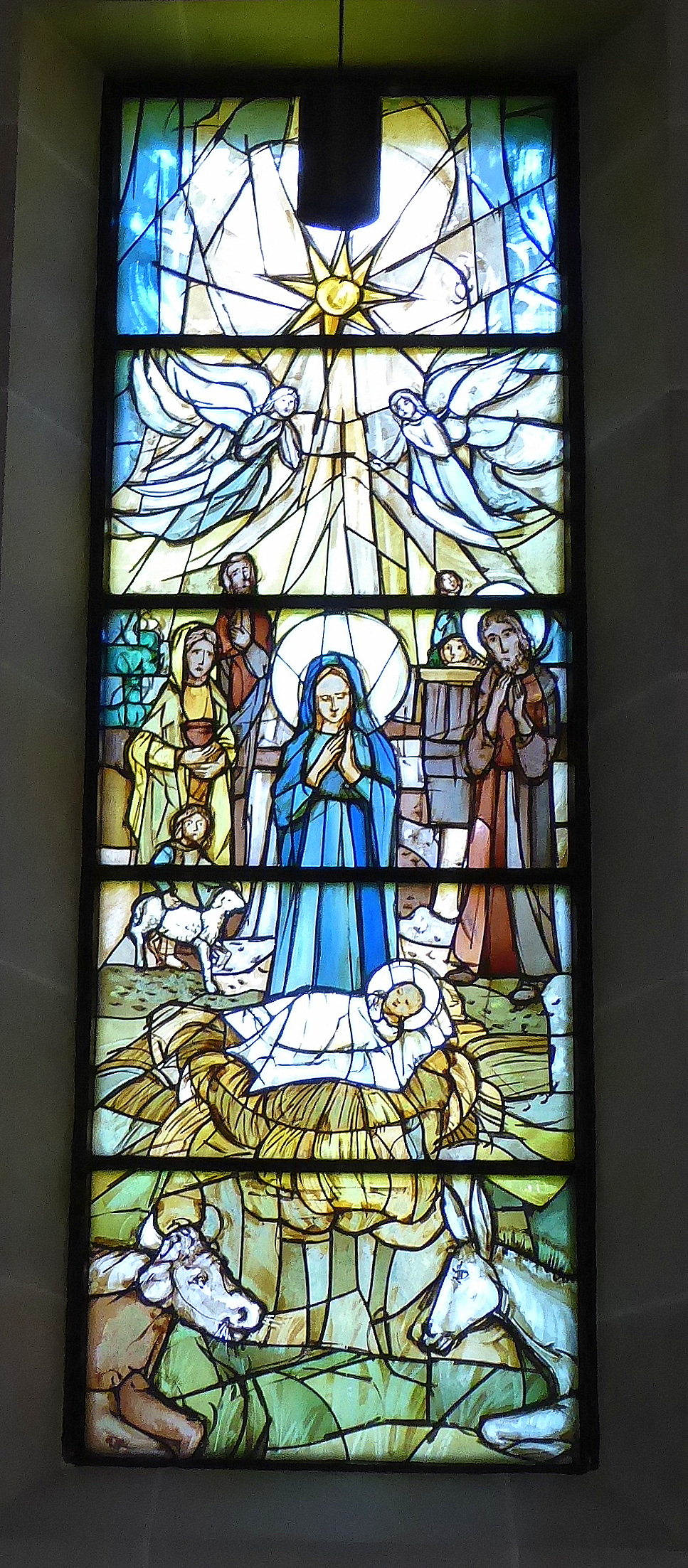
Marienfenster Christi Geburt St. Konrad (Gelsenkirchen-Buer)
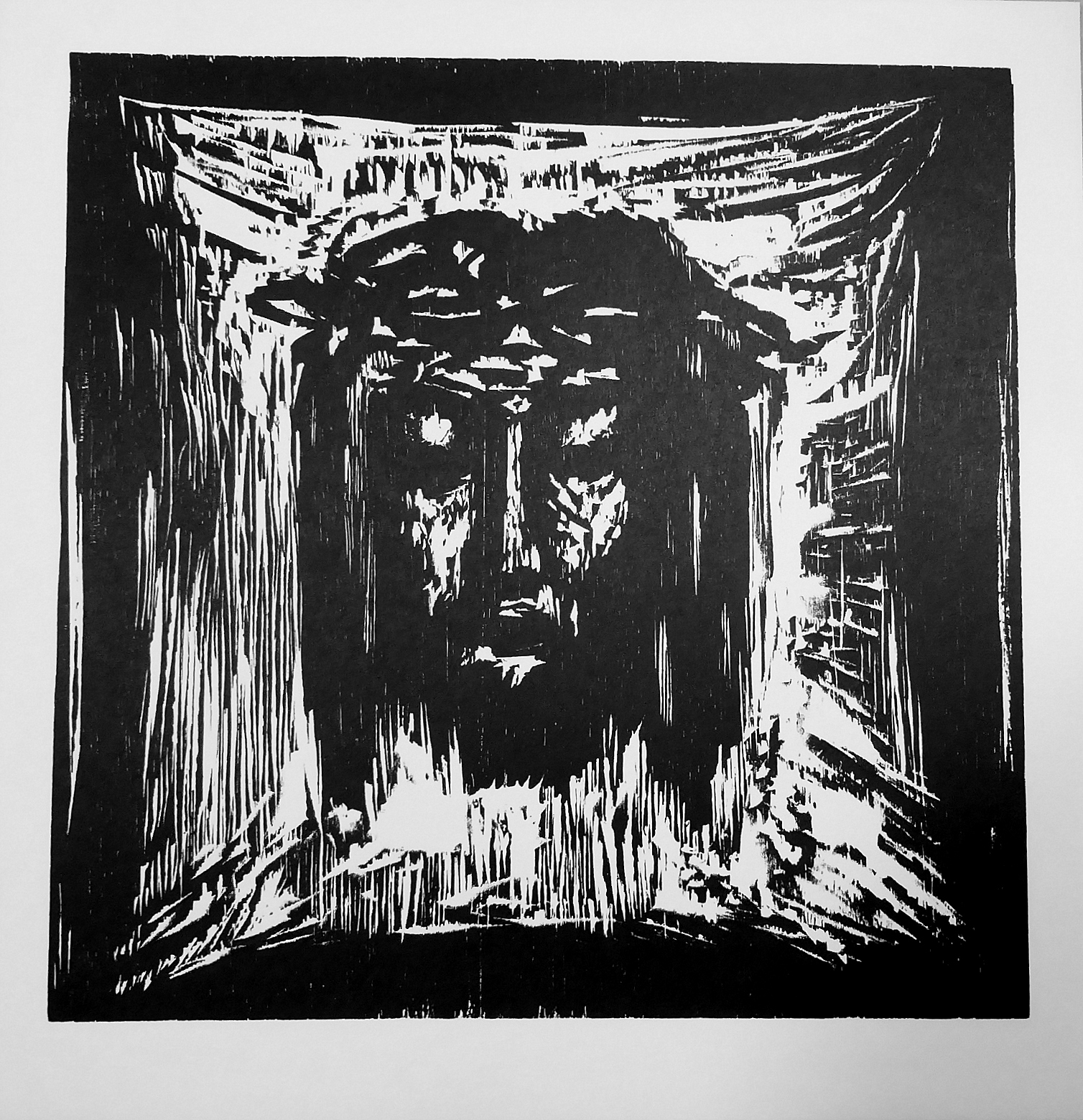
Holzschnitt aus dem Kreuzweg in St. Suitbert (Essen-Überruhr)